# Бахрамов, Шахоб Вахобович
Шахоб Вахобович Бахромов (род. 1 июня 1978, гор. Душанбе, ТаджССР) — таджикистанский и российский спортсмен тхэквондист, Мастер спорта международного класса, Заслуженный мастер спорта Республики Таджикистан. Первый из спортсменов стран СНГ завоевавший титул Чемпиона Мира по тхэквондо ITF, проходившем в г. Санкт-Петербурге в июле 1997 года. Пятикратный Чемпион России, неоднократный победитель турниров по кикбоксингу и рукопашному бою.

## Биография
Родился 1 июня 1978 года в г. Душанбе Республики Таджикистан. C 2002 года проживает в г. Волжский Волгоградской области России. Является председателем спортивного клуба «Гелиос» и руководителем Федерации Южного Федерального округа по таэквон-до (ИТФ). На вопрос в интервью агентства «Варзиш-Спорт» «Выступают ли ваши ученики на каких-либо соревнованиях?» Шахоб Бахрамов ответил:

Да, мои подопечные неоднократно становились победителями чемпионата России и Южного Федерального округа, занимают призовые места на многих международных турнирах. Трое из них отобрались в сборную России по таэквон-до и готовятся к чемпионату мира, который будет проходить в Англии, кроме того, два моих воспитанника попали в сборную России по кикбоксингу. — Шахоб Бахрамов
На открытом Кубке Европы («Кубок „Петра Великого“») 4-5 декабря 2004 г. в Санкт-Петербурге в финальном бою в весовой категории до 71 кг. Сайфиддинов Далер сражался с Шахобом Бахромовым. Оба единоборца оказались воспитанниками Национальной Федерации Таэквон-до РТ, а поединок окончился в пользу Бахромова Шахоба.

## Спортивные достижения[5]
1. Чемпионаты Мира
  1. 1997 г.
    1. . Комплексные упражнения (тыль), среди мужчин, I дан.
    2. . Личный тыль среди I дан.
    3. . Командный тыль.

  2. 2001 г.
    1. . Командное силовое разбивание.
    2. . Комплексные упражнения тыли.
    3. . Командный спарринг среди мужчин.
    4. . Командная спецтехника среди мужчин.
2. Кубок Европы
  1. 2000 г.
    1. . Личный спарринг среди мужчин весовой категории до 63 кг.
    2. . Комплексные упражнения (тыли) среди I дан.
    3. . Командный тыль среди мужчин.

  2. 2001 г.
    1. . Командный тыль среди мужчин.
    2. . Командный спарринг среди мужчин.

  3. 2004 г.
    1. . Личный спарринг среди мужчин весовой категории до 71 кг. (Выступил за Россию)
3. Чемпионаты Азии
  1. 2002 г.
    1. . Командный спарринг.
    2. . Командный Спец-техника.
    3. . Личный спарринг среди мужчин весовой категории до 63 кг.
    4. . Личный тыли среди I дан 
    5. . Командный тыли
4. Обладатель чёрного пояса II дан — воспитанник Федерации таеквондо и кикбоксинга Республики Таджикистан[6].